# Branko Štrbac
Branko Štrbac (serbisch-kyrillisch Бранко Штрбац; * 25. Juli 1957 in Herceg Novi, SFR Jugoslawien) ist ein ehemaliger jugoslawisch-serbischer Handballspieler und Handballtrainer.

## Karriere

### Verein
Branko Štrbac spielte zunächst für den RK Mladost Zemun. Ab 1977 lief der 1,87 m große rechte Rückraumspieler für den RK Borac Banja Luka auf, mit dem er 1980 die jugoslawische Meisterschaft und 1981 den jugoslawischen Pokal gewann. 1982 wechselte er zum RK Roter Stern Belgrad. In der Saison 1987/88 spielte er in Frankreich für USAM Nîmes Gard und wurde französischer Meister. Anschließend unterschrieb er beim italienischen Verein Cividin Trieste, mit dem er 1991 die nationale Meisterschaft gewann. Die letzten Jahre verbrachte er in der Schweiz beim ZMC Amicitia Zürich und beim TV Suhr.

### Nationalmannschaft
Mit der jugoslawischen Nationalmannschaft gewann Štrbac bei der Weltmeisterschaft 1982 die Silbermedaille. Bei den Olympischen Spielen 1984 in Los Angeles warf er ein Tor in seinem einzigen Einsatz in der Vorrunde gegen Japan und wurde mit Jugoslawien Olympiasieger.

### Trainer
Nach dem Ende seiner Spielerlaufbahn übernahm Štrbac 1996 den Schweizer Verein HC Dietikon-Urdorf. Später arbeitete er zweimal beim RK Partizan Belgrad.